# Sainte-Marguerite-sur-Fauville
Sainte-Marguerite-sur-Fauville ist eine Commune déléguée in der französischen Gemeinde Terres-de-Caux mit 283 Einwohnern (Stand: 1. Januar 2022) im Département Seine-Maritime in der Region Normandie.
Die Gemeinde Sainte-Marguerite-sur-Fauville wurde am 1. Januar 2017 mit Auzouville-Auberbosc, Bennetot, Bermonville, Fauville-en-Caux, Ricarville und Saint-Pierre-Lavis zur Commune nouvelle Terres-de-Caux zusammengeschlossen. Sie hat seither den Status einer Commune déléguée. Die Gemeinde Sainte-Marguerite-sur-Fauville gehörte zum Kanton Saint-Valery-en-Caux.
Der Ort liegt etwa 35 km nordöstlich von Le Havre.
| Bevölkerungsentwicklung   | Bevölkerungsentwicklung | Bevölkerungsentwicklung | Bevölkerungsentwicklung | Bevölkerungsentwicklung | Bevölkerungsentwicklung | Bevölkerungsentwicklung | Bevölkerungsentwicklung | Bevölkerungsentwicklung |
| ------------------------- | ----------------------- | ----------------------- | ----------------------- | ----------------------- | ----------------------- | ----------------------- | ----------------------- | ----------------------- |
| Jahr                      | 1962                    | 1968                    | 1975                    | 1982                    | 1990                    | 1999                    | 2006                    | 2013                    |
| Einwohner                 | 199                     | 165                     | 225                     | 194                     | 246                     | 264                     | 243                     | 277                     |
| Quelle: Cassini und INSEE |                         |                         |                         |                         |                         |                         |                         |                         |

## Sehenswürdigkeiten
- Kirche Sainte-Marguerite aus dem 12. Jahrhundert